# 日蓮宗大荒行

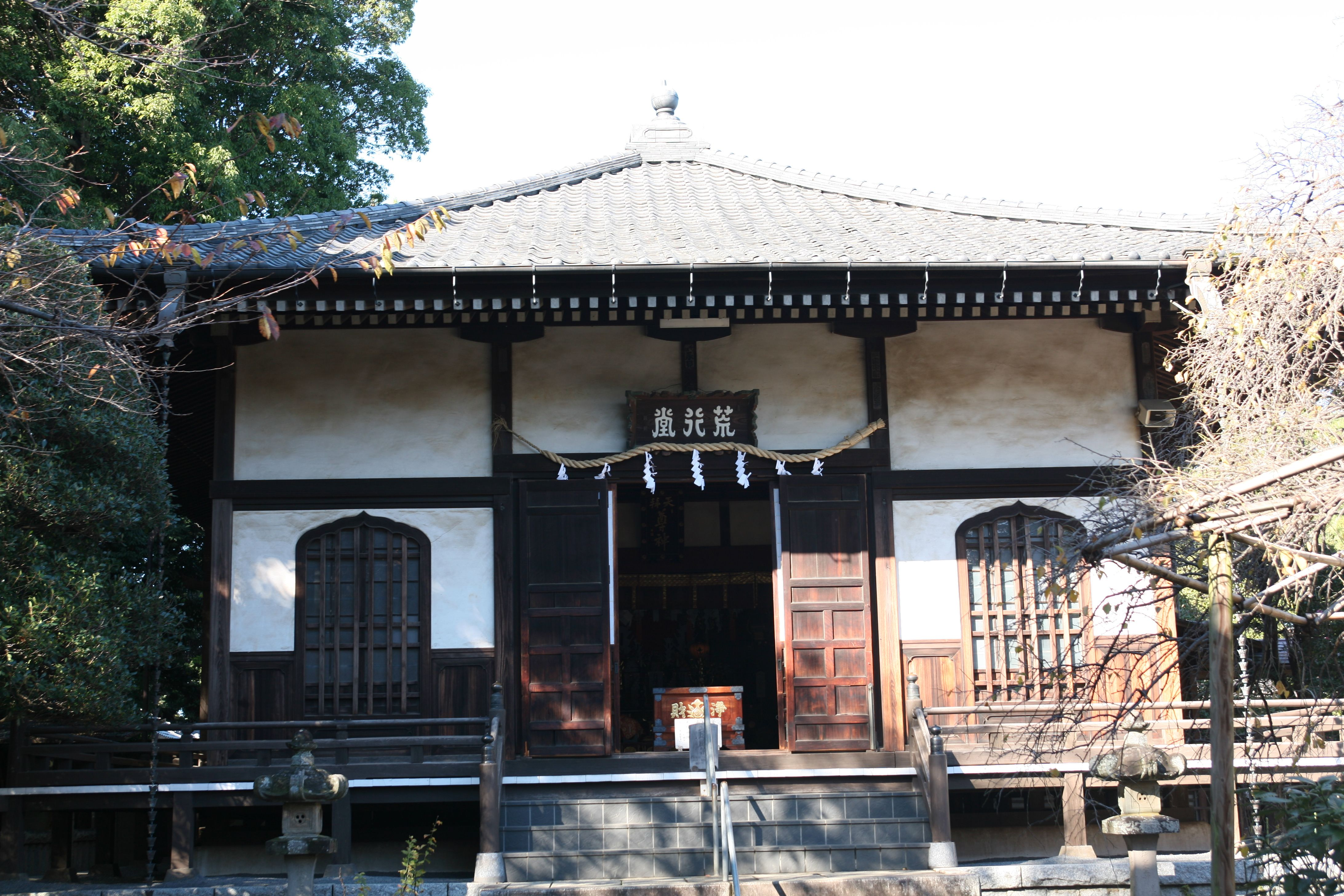
大荒行が行われる寺院の1つ、遠寿院

日蓮宗大荒行（にちれんしゅうだいあらぎょう）とは日蓮宗の修行の1つである。

## 内容
山梨県身延町の久遠寺と千葉県市川市の法華経寺・遠寿院の3か所が道場として開かれる。
毎年11月1日から翌年2月10日までの100日間、大荒行堂で僧侶が修行する。世界三大荒行の1つとされる。
荒行僧は午前2時30分に起床し、1日7回の水行を行う。食事は午前・午後とも5時半の1日2回で、基本はおかゆと味噌汁。納豆などの副菜が付く日もある。おかゆは底が見え、10秒で食べ終えてしまう量。就寝は午後11時半で、睡眠時間はおよそ3時間。睡眠・水行・食事を除いた時間は読経する。声を張り上げ、法華経の決められた章を1日に繰り返し唱え続ける。荒行僧の衣装は清浄衣（死に装束）で、足袋は認められておらず裸足で修行する。堂内には暖房が設けられていない。外部の家族や友人と連絡を取ることは許されておらず、テレビや新聞などから情報を得ることもできない。修行僧は寒さと飢えと睡魔に耐え、外界から遮断された環境でひたすら修行する。
この大荒行を修了した僧侶は「修法師」の資格が与えられ、日蓮宗特有の加持祈祷である「秘妙五段修練加持」を行えるようになる。遠寿院ではこの祈祷の作法や伝書などを受け継ぎ、代々の住職は「伝師」として荒行中の僧侶に伝授する。修行の回数に応じて初行・再行・参行・再々行・五行・参籠と呼ばれ、それぞれ秘法の伝授を受ける。

## 日程
毎年11月1日に鬼子母神堂で入行会を行い、僧侶は瑞門から行堂に入る。
100日間の行は自行の行法（第一段）・儀軌相承（第二段）・木剱相承（第三段）・口伝相承（第四段）の4段に分けられる。その中でも始めの自行の行法では懺悔滅罪の祈りを捧げるが、この間35日間は外部との面会が一切許されない。
年明けとともに第三段の木剱相承が始まる。
翌年2月10日に成満会が行われる。成満会では瑞門が開き荒行僧が行堂から出て、修法師となって初めての法楽加持が一般の檀家・信者に対して行われる。その後、成満会で伝師より許證・祈祷法許・感賞状などが授与されて成満会が終わる。
大荒行を成満した僧侶たちは2月18日に再び遠寿院に戻り、鬼子母神に成満したことの報告を兼ねて水行する。

## 歴史
日蓮宗の荒行の始まりは、日蓮から京都弘通を委嘱された日像が1293年（永仁元年）に京都弘通の成就を願うため鎌倉の由比ヶ浜で身を清め、一晩に百巻の自我偈を読誦して、翌2月まで修行したことにある。
遠寿院では1591年（天正19年）から100日間に渡る荒行を伝承している。現行の修行システムは明治時代に形成。しかし、修行中の死者や、誤った上下関係による暴力の問題が起きていた。そのため、2017年（平成29年）から行堂改革に乗り出した。
法華経寺では新型コロナウィルスの影響で2023年（令和5年）には3年ぶりに大荒行が開催された。